# 23 octobre en sport
23 septembre 23 novembre
Chronologies thématiques
- Croisades
- Ferroviaires
- Disney

Le 23 octobre (296e jour de l'année ou 297e en cas d'année bissextile) en sport.

## Événements

### XIXesiècle
- 1886 :
  - (Baseball /World's Championship Series) : les St. Louis Browns s’imposent (4 victoires, 2 défaites) face aux Chicago White Stockings lors de la 3e édition aux États-Unis des World's Championship Series de baseball entre les champions de l'American Association et de la Ligue nationale.

### XXesièclede1951à2000
- 1966 :
  - (Sport automobile / Formule 1) : le Britannique John Surtees, de l'écurie Cooper-Maserati, remporte le Grand Prix du Mexique.
- 1970 :
  - (Sport automobile) : à Bonneville Salt Flats, Gary Gabelich établit un nouveau record de vitesse terrestre : 1014,52 km/h.
- 1974 :
  - (Jeux olympiques) : lors de la 75e session du Comité international olympique se déroulant à Vienne en Autriche, les villes de Lake Placid, aux États-Unis et de Moscou, en URSS, sont respectivement désignées villes hôtes pour les Jeux olympiques d'hiver et d'été de 1980.
- 1977 :
  - (Sport automobile / Formule 1) : le Grand Prix du Japon, disputé sur le circuit du Mont Fuji, est remporté par le Britannique James Hunt concourant pour l'écurie McLaren-Ford. Il devance la Ferrari de l'Argentin Carlos Reutemann.

### XXIesiècle
- 2011 :
  - (Rugby à XV / Coupe du monde) : lors de la finale de la Coupe du monde 2011, victoire de la Nouvelle-Zélande face à la France 8 - 7 (5 – 0).
- 2016 :
  - (Sport automobile / Formule 1) : au Grand Prix automobile des États-Unis disputé sur le Circuit des Amériques à Austin, victoire du Britannique Lewis Hamilton devant l'Allemand Nico Rosberg et l'Australien Daniel Ricciardo.
  - (Tennis de table /Championnats d'Europe) : le Français Emmanuel Lebesson a disposé de son compatriote Simon Gauzy, à Budapest, en Hongrie en finale du championnat d’Europe. C’est le premier titre européen pour la France depuis Jacques Secrétin en 1976.
- 2022 :
  - (Handball / Coupe du monde des clubs : les allemands du SC Magdebourg remportent la Coupe du monde des clubs pour la deuxième fois consécutive à la suite de leur victoire après prolongations en finale contre le club espagnol du FC Barcelone (41-39)

## Naissances

### XIXesiècle
- 1880 : 
  - Jimmy McMenemy, footballeur écossais. (12 sélections en équipe nationale). († 23 juin 1965).
- 1886 : 
  - Charles Crupelandt, cycliste  sur route français. Vainqueur des Paris-Roubaix 1912 et 1914. († 18 février 1955).
  - Ernest Friderich, pilote de courses automobile français. († 22 janvier 1954).
- 1900 : 
  - Douglas Jardine, joueur de cricket anglais. (22 sélections en test cricket). († 18 juin 1958).

### XXesièclede1901à1950
- 1905 : 
  - Gertrude Ederle, nageuse américaine. Championne olympique du relais 4×100m et médaillée de bronze des 100 et 400m nage libre aux Jeux de Paris 1924. († 30 novembre 2003).
- 1920 : 
  - Jim Henry, hockeyeur sur glace canadien.  († 21 janvier 2004).
- 1922 : 
  - Jacques Guhl, footballeur helvétique. († 20 janvier 2024).
- 1924 : 
  - Claude Netter, fleurettiste français. Champion olympique par équipes aux Jeux d'Helsinki 1952 puis médaillé d'argent par équipes aux Jeux de Melbourne 1956. Champion du monde d'escrime du fleuret par équipes 1951, 1953 et 1958. († 13 juin 2007).
- 1925 : 
  - Fred Shero, hockeyeur sur glace puis entraîneur et dirigeant sportif canadien. († 24 novembre 1990).
- 1927 : 
  - Dezső Gyarmati, poloïste puis entraîneur et homme politique hongrois. Médaillé d'argent aux Jeux de Londres 1948 puis champion olympique aux Jeux d'Helsinki 1952, aux Jeux de Melbourne 1956 et aux Jeux de Tokyo 1964 puis médaillé de bronze aux Jeux de Rome 1960. Sélectionneur de l'équipe de Hongrie championne olympique aux Jeux de Montréal 1976. († 18 août 2013).
- 1931 : 
  - Jim Bunning, joueur de baseball puis homme politique américain. († 26 mai 2017).
  - Danilo Coito, basketteur uruguayen. (8 sélections en équipe nationale).
- 1936 : 
  - Jean-Pierre Hanrioud, pilote de courses automobile français.
- 1938 : 
  - Alan Gilzean, footballeur puis entraîneur écossais. (22 sélections en équipe nationale). († 8 juillet 2018).
- 1939 : 
  - David Andrews, pilote de courses automobile britannique.
- 1940 : 
  - Pelé, footballeur brésilien. Champion du monde de football 1958, 1962 et 1970. Vainqueur de la Copa Libertadores 1962 et 1963. (92 sélections en équipe nationale).
- 1941 : 
  - René Metge, pilote automobile français. († 3 janvier 2024).
- 1946 : 
  - Miklós Németh, athlète de lancers hongrois. Champion olympique du javelot aux Jeux de Montréal 1976.
- 1947 : 
  - Kazimierz Deyna, footballeur polonais. Champion olympique aux Jeux de Munich 1972 et médaillé d'argent aux Jeux de Montréal 1976. (85 sélections en équipe nationale). († 1er septembre 1989).
- 1949 : 
  - René Metge, pilote de rallye automobile et organisateur de courses automobile français. Vainqueur des Rallye Dakar 1981, 1984 et 1986.

### XXesièclede1951à2000
- 1954 :
  - Philippe Poupon, navigateur français. Vainqueur des Solitaire du Figaro 1982, 1985 et 1995, de la Route du Rhum 1986 et de la Transat anglaise 1988.
- 1957 :
  - Beat Breu, cycliste sur route et cyclocrossman suisse. Vainqueur des Tours de Suisse 1981 et 1989.
- 1958 :
  - Frank Schaffer, athlète de sprint est-allemand puis allemand. Médaillé de bronze du 400m et d'argent du relais 4×400m aux Jeux de Moscou 1980.
  - Louis Sleigher, hockeyeur sur glace canadien.
- 1959 :
  - Atanas Komchev, lutteur de gréco-romaine bulgare. Champion olympique des -90 kg aux Jeux de Séoul 1988. († 10 novembre 1994).
  - Nico Meerholz, joueur de badminton sud-africain. Champion d'Afrique de badminton du double 1992.
  - Walter Pichler, biathlète allemand. Médaillé de bronze du relais 4×7,5km aux Jeux de Sarajevo 1984.
- 1960 :
  - Wayne Rainey, pilote de vitesse moto américain. Champion du monde de vitesse moto 500cm³ 1990, 1991 et 1992.
- 1961 :
  - Andoni Zubizarreta, footballeur espagnol. Vainqueur de la Coupe d'Europe des vainqueurs de coupe 1989, de la Coupe des clubs champions européens 1992. (126 sélections en équipe nationale).
- 1962 :
  - Doug Flutie, joueur américain de football américain.
- 1963 :
  - Rashidi Yekini, footballeur nigérian. (58 sélections en équipe nationale). († 4 mai 2012).
- 1965 :
  - Al Leiter, joueur de baseball américain.
- 1966 :
  - Alessandro Zanardi, pilote de F1 puis cycliste handisport italien. Champion paralympique du contre-la-montre et de la course en ligne aux Jeux de Londres 2012.
- 1967 :
  - Jaime Yzaga, joueur de tennis cubain.
- 1968 :
  - Walter Palmer, basketteur américain.
- 1969 :
  - Bill O'Brien, entraîneur américain de football américain.
  - Christian Schwarzer, handballeur allemand. Médaillé d'argent aux Jeux d'Athènes 2004. Champion du monde de handball 2007. Champion d'Europe de handball 2004. (318 sélections en équipe nationale).
- 1971 :
  - Christopher Horner, cycliste sur route américain.
- 1972 :
  - Tiffeny Milbrett, footballeuse américaine. Championne olympique aux Jeux d'Atlanta 1996 et médaillée d'argent aux Jeux de Sydney 2000. (204 sélections en équipe nationale).
- 1973 :
  - Christian Dailly, footballeur écossais. (67 sélections en équipe nationale).
  - Gaël Touya, sabreur français. Champion olympique par équipes aux Jeux d'Athènes 2004. Champion du monde d'escrime du sabre par équipe 1997.
- 1974 :
  - Sander Westerveld, footballeur puis entraîneur néerlandais. Vainqueur de la Coupe UEFA 2001. (6 sélections en équipe nationale).
- 1975 :
  - Keith Van Horn, basketteur américain.
- 1977 :
  - Brad Haddin, joueur de cricket australien. Champion du monde de cricket 2007. (66 sélections en test cricket).
- 1978 :
  - Jimmy Bullard, footballeur germano-anglais.
- 1980 :
  - Jesper Nøddesbo, handballeur danois. Champion olympique aux Jeux de Rio 2016. Champion d'Europe de handball 2008 et 2012. Vainqueur des Ligue des champions 2011 et 2015. (223 sélections en équipe nationale).
- 1981 :
  - Jeroen Bleekemolen, pilote de courses automobile néerlandais.
- 1982 :
  - David Zollinger, pilote de courses automobile français.
- 1983 :
  - Jason Cunliffe, footballeur américano-guamanien. (36 sélections avec l'équipe de Guam).
- 1984 :
  - Keiren Westwood, footballeur irlandais. (21 sélections en équipe nationale).
- 1985 :
  - Péter Lóránt, basketteur hongrois.
- 1986 :
  - Matt D'Agostini, hockeyeur sur glace canadien.
  - Jovanka Radičević, handballeuse monténégrine. Médaillée d'argent aux Jeux de Londres 2012. Championne d'Europe féminin de handball 2012. Victorieuse des Coupe d'Europe des vainqueurs de coupe féminine 2006 et 2010 puis de la Ligue des champions féminine de l'EHF 2013. (134 sélections en équipe nationale).
  - Dijana Števin, handballeuse serbe. (39 sélections en équipe nationale).
  - Josh Strauss, joueur de rugby à XV sud-africain puis écossais. (19 sélections avec l'Équipe d'Écosse).
- 1987 :
  - Milan Borjan, footballeur canadien. (48 sélections en équipe nationale).
  - Arnór Þór Gunnarsson, handballeur islandais. (76 sélections en équipe nationale).
- 1989 :
  - Alain Baroja, footballeur vénézuélien. (15 sélections en équipe nationale).
  - Andriy Yarmolenko, footballeur ukrainien. (83 sélections en équipe nationale).
- 1990 :
  - Jesper Hansen, cycliste sur route slovène. Vainqueur du Tour de Norvège 2015.
- 1991 :
  - Emil Forsberg, footballeur suédois.
  - Antonio Pedrero, cycliste sur route espagnol.
- 1992 :
  - Álvaro Morata, footballeur espagnol. Vainqueur des Ligue des champions 2014 et 2017. (31 sélections en équipe nationale).
  - Pieter van Straaten, hockeyeur sur gazon français.
- 1993 :
  - Fabinho, footballeur brésilien. Vainqueur de la Ligue des champions de l'UEFA 2019. (9 sélections en équipe nationale).
  - Luka Pibernik, cycliste sur route slovène.
- 1996 :
  - Lukáš Provod, footballeur tchèque.
- 1997 :
  - Élie Okobo, basketteur français. (3 sélections en équipe de France).
- 1999 :
  - Samuel Tefera, athlète de demi-fond éthiopien.

### XXIesiècle
- 2002 :
  - Constantin Grameni, footballeur roumain.
- 2004 :
  - Relebohile Mofokeng, footballeur sud-africain.

## Décès

### XXesièclede1901à1950
- 1914 : 
  - Francis Heron, 60 ou 61 ans, footballeur anglais. (4 sélections en équipe nationale). (° ? 1853).
- 1915 : 
  - W. G. Grace, 67 ans, joueur de cricket anglais. (22 sélections en Test cricket). (° 18 juillet 1848).
- 1934 : 
  - César Simar, 55 ans, cycliste sur piste français.  Médaillé d'argent du demi-fond aux championnats du monde 1904. (° 29 mai 1879).

### XXesièclede1951à2000
- 1977 :
  - Victor Linart, 88 ans, cycliste sur piste belge puis français. Champion du monde de cyclisme sur piste du demi-fond 1921, 1924, 1926 et 1927. (° 26 mai 1889).
- 1987 :
  - Daniel Gilard, 37 ou 38 ans, navigateur français. (° ? 1949).
- 1998 :
  - Roger Ébrard, 99 ou 100 ans, footballeur français. (2 sélections en équipe de France). (° ? 1898).

### XXIesiècle
- 2004 : 
  - Bill Nicholson, 85 ans, footballeur puis entraîneur anglais. (1 sélection en équipe nationale). Vainqueur de la Coupe d'Europe des vainqueurs de coupe 1963 et de la Coupe UEFA 1972. (° 26 janvier 1919).
- 2006 : 
  - Eugène Njo-Léa, 75 ans, footballeur camerounais. (° 15 juillet 1931).
- 2011 : 
  - Marco Simoncelli, 24 ans pilote de vitesse moto italien. Champion du monde de vitesse moto 250cm³ 2008. (14 victoires en Grand Prix). (° 20 janvier 1987).
- 2016 :
  - William Löfqvist, 69 ans, hockeyeur sur glace suédois. (° 12 avril 1931).